# Úhrov (zámek)
Zámek Úhrov je malý barokní zámek (venkovské panské sídlo) ve vesnici Úhrov, která je částí obce Kraborovice. Nachází se asi 2 kilometry východně od Vilémova, asi 6 kilometrů východně od Golčova Jeníkova a asi 22 kilometrů severně od okresního města Havlíčkův Brod. Je v soukromém vlastnictví a není veřejnosti přístupný. Již před rokem 1988 byl zapsán jako kulturní památka ČR.

## Historie
Zámek dal postavit počátkem 18. století tehdejší majitel panství, František Václav Vltavský z Manšverku. Po roce 1745 přistavěna věž se zámeckou kaplí, koncem 18. století zbudováno schodiště propojující hlavní sál se zahradou. Od roku 1752 až do roku 1888 je Úhrov v držení rodu Dobřenských, kdy je pro dluhy vydražen. Po dražbě se panství zmenšuje o Uhelnou Příbram a Nejepín na samotný statek Úhrov. V letech 1888 až 1929 se zde vystřídala řada nájemců. V roce 1929 získal Úhrov Antonín Štědrý, obchodník a výrobce obuvi. Ten sídlo využíval zejména k odpočinku se zálibou v jezdectví a myslivosti. Za druhé světové války, v roce 1943, je zatčen a uvězněn. Umírá na konci války při pochodu smrti. Po válce spravuje Úhrov jeho syn Jan Štědrý, v květnu 1950 je zatčen a uvězněn, stejně jako jeho mladší bratr Karel. Oba byli propuštěni až za 10 let. Na Úhrově vzniká hospodářství Státního statku Chotěboř, v přízemí zámku byly kanceláře, část zámku byla používána jako byty, v parku byly odchovny pro slepice a celkově zámek chátral. Činnost Státního statku zde končí v roce 1975, od roku 1975 až do 1997 zde bylo Zemědělské obchodní družstvo Vilémov. Ještě v roce 1988 je však zámek (bez pozemků a zámeckého parku) prodán fyzické osobě. Počátkem 90. let provedla nová majitelka rozsáhlé opravy zámku. V roce 1992 uplatnil restituční nárok na vrácení zámku původní majitel Jan Štědrý. Právní spory se vlekly 20 let.

## Popis zámku
Zámecká budova je menší barokní stavba z první poloviny 18. století, orientována do rozsáhlého dvora. V průčelí jednopatrové zámecké budovy byla dodatečně vystavena dvojpatrová věž ze zámeckou kaplí (nezaměňovat se samostatnou barokní kapli svatého Antonína, která se nachází na vyvýšenině asi 350 metrů severně od zámku a dal ji stejně jako zámek postavit František Václav Vltavský z Manšverku). V zámecké barokní kapli Povýšení sv. Kříže se nalézal cenný oltář Kalvárie z dílny Ignáce Rohrbacha, významného představitele východočeského baroka. Pro špatný stav byl v 80. letech 20. století demontován, poté restaurován a instalován v klášterním kostele Svaté rodiny v Havlíčkově Brodě. V roce 1992 byl oltář restituován, ale od nového majitele byl vykoupen a v současnosti je vystaven v expozici Galerie výtvarného umění v Havlíčkově Brodě (Havlíčkovo náměstí 18).
K hlavní budově zámku přiléhají dvě jednopatrové budovy.

## Další objekty v areálu zámku
Spolu se zámkem (Úhrov čp. 1) je památkově chráněna ještě celá řada objektů v areálu zámku. Od místní silnice Kraborovice – Úhrov vede k zámku (od jihovýchodu k severozápadu) cesta s alejí vzrostlých stromů. Severovýchodně od zámku, na okraji zámeckého areálu (u cesty ke kapli sv. Antonína) se rozkládá barokní sýpka (původně pivovar). Rovněž budova čp. 6, stáje a ohrazení s bránami jsou památkově chráněny. Dále kočárovna, stodola, letohrádek, kašna, park a oranžerie. Za malým rybníčkem je socha sv. Jana Nepomuckého. Nedaleko barokní sýpky (již mimo areál zámku) se nacházela památkově chráněná Úhrovská lípa, nazývaná též Jiříkova lípa. Původní lípa definitivně zanikla v roce 2012, v roce 2013 byla vysazena nová lipka, na kterou přešel statut památného stromu. Celý prostor okolo lipky je nově upraven, je zde informační deska, původní informační tabule a Památník sjednání míru mezi českým králem Jiřím z Poděbrad a uherským králem Matyášem Korvínem.

## Fotogalerie

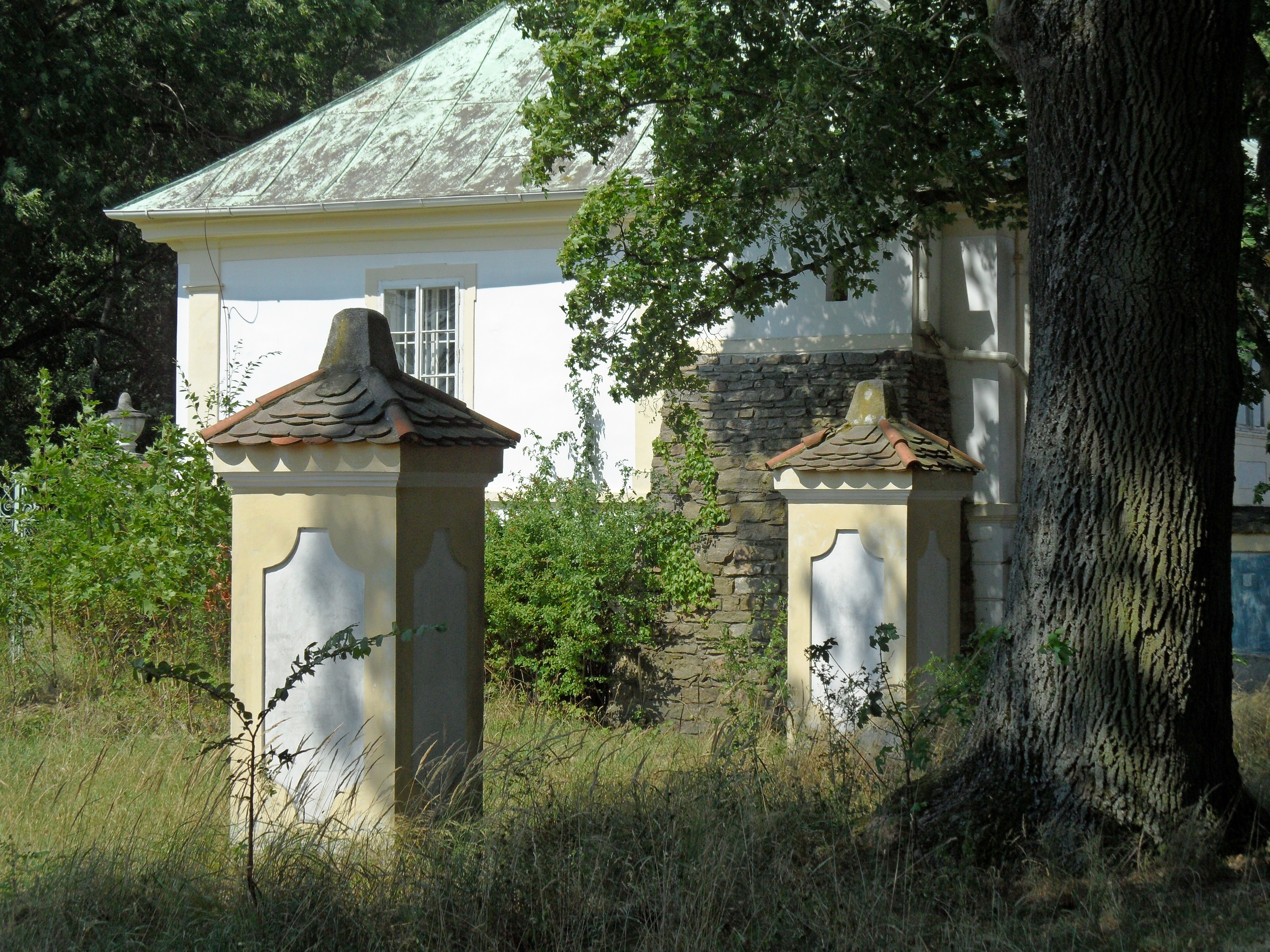
Zámek, budova u aleje
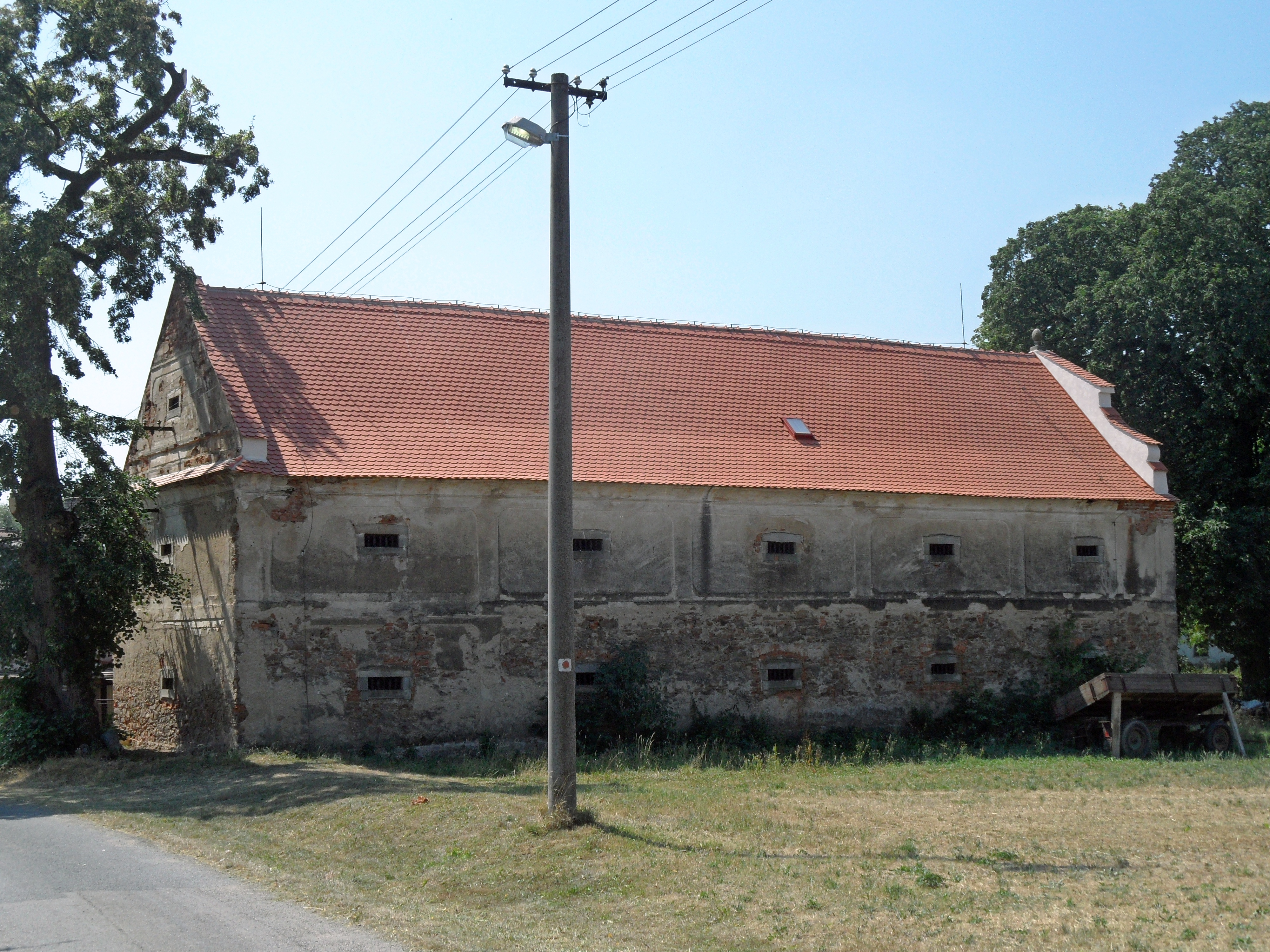
Barokní sýpka v areálu zámku
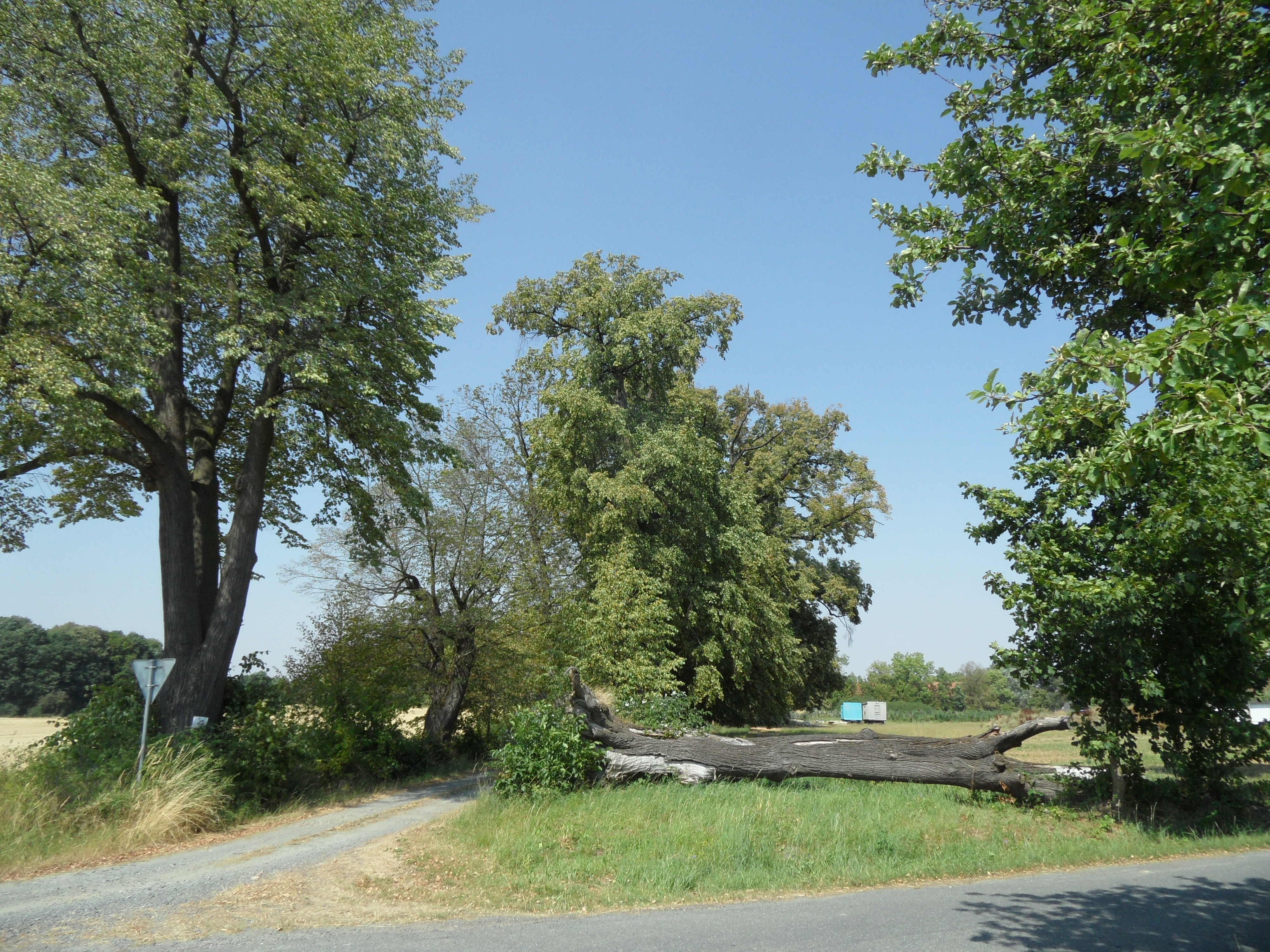
Začátek aleje, vyvrácený strom
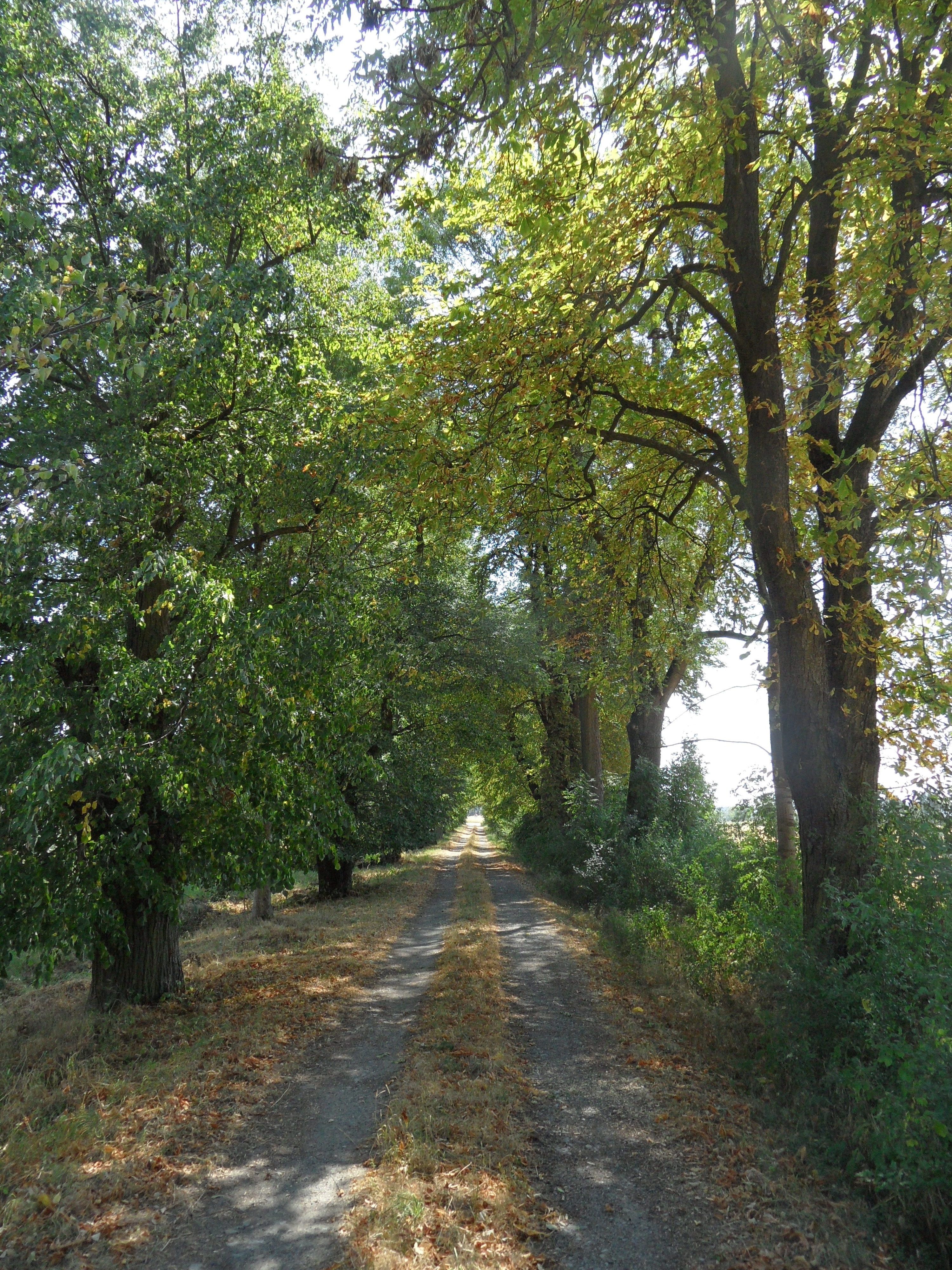
Alej, pohled od zámku
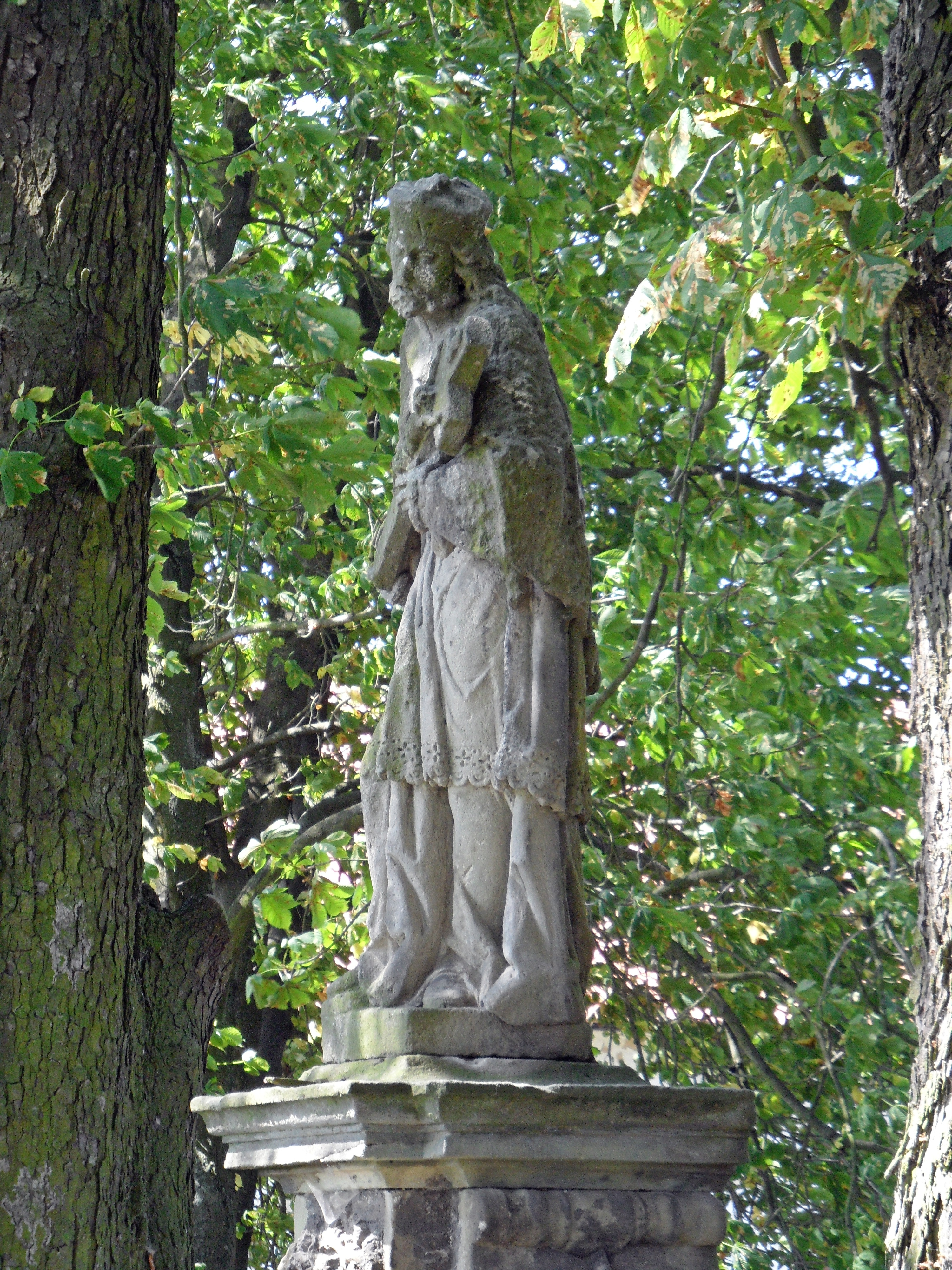
Polodetail sochy sv. Jana Nepomuckého